# Ambassis nalua
Ambassis nalua är en fiskart som först beskrevs av Hamilton 1822.  Ambassis nalua ingår i släktet Ambassis och familjen Ambassidae. IUCN kategoriserar arten globalt som livskraftig. Inga underarter finns listade i Catalogue of Life.

## Bildgalleri

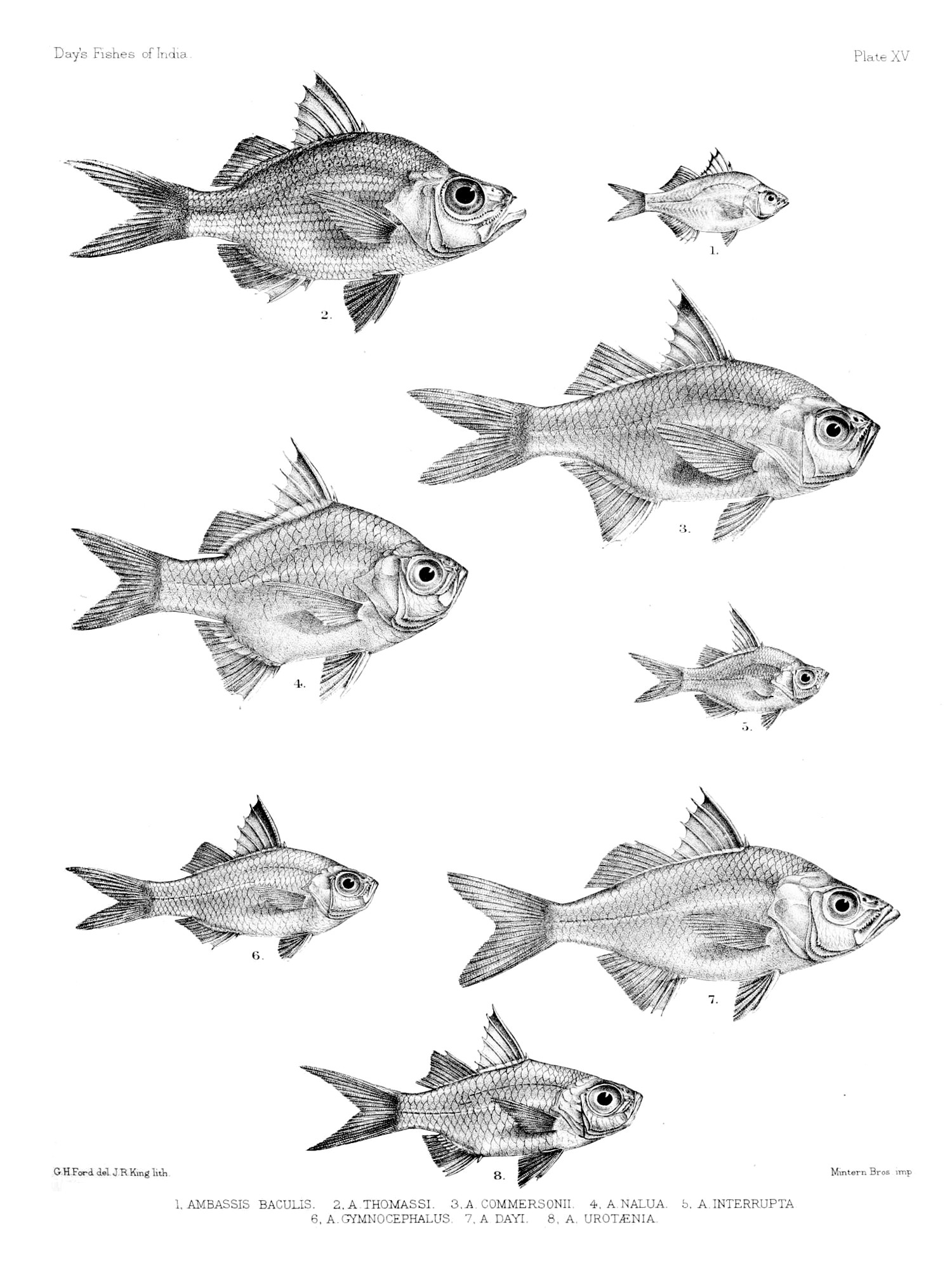